# NGC 5566
NGC 5566 este o interacțiune de galaxii situată în constelația Fecioara. A fost descoperită în 30 aprilie 1786 de către William Herschel. Se află la o distanță de 31,19 de megaparseci de Pământ.